# Kedaton (Kalianda)
Kedaton is een bestuurslaag in het regentschap Lampung Selatan van de provincie Lampung, Indonesië. Kedaton telt 5774 inwoners (volkstelling 2010).